# 이종필 (발레 무용수)
이종필은 국립발레단에서 활동 중인 대한민국의 발레 무용가이다.

## 소개
선화예술중학교와 한양대학교에서 발레를 전공하고 1994년부터 2002년까지 유니버설 발레단에서 활동했으며 국립발레단에는 2002년에 특채 입단하였다.

## 수상
- 1992년 한국발레협회콩쿠르 금상
- 1994년 한국무용협회신인콩쿠르 특별상
- 1996년 헝가리루돌프누례예프국제콩쿠르 세미파이널리스트
- 1997년 룩셈부르크국제무용콩쿠르 파이널리스트

## 작품
- 돈키호테 ... 바질 역
- 고집쟁이 딸 ... 콜라스 역
- 잠자는 숲 속의 미녀 ... 파랑새 역
- 백조의 호수 ... 광대 역 파드트루아 역
- 라 바야데르 ... 황금신상 역 마가다베야 역
- 심청 ... 선장 역
- 지젤 ... 알브레히트 역 패전트 파드되 역
- 할리퀸아드 ... 할리퀸 역